# Adrian Uljasz
Adrian Tadeusz Uljasz (ur. 1974 w Rzeszowie) – polski historyk, specjalizujący się w historii nowożytnej XIX wieku, politologii, historii najnowszej oraz historii kultury XVIII-XX wieku; nauczyciel akademicki związany z Uniwersytetem Rzeszowskim.

## Życiorys
Urodził się w 1974 roku w Rzeszowie, gdzie ukończył kolejno szkołę podstawową i średnią. Po pomyślnie zdanym egzaminie maturalnym podjął w 1993 roku studia na kierunku historia na Uniwersytecie Marii Curie-Skłodowskiej w Lublinie. Jednocześnie studiował politologię oraz kulturoznawstwo. Dyplom magistra uzyskał w 1999 roku. Następnie kontynuował dalszą edukację w ramach studiów doktoranckich na swojej macierzystej uczelni. W 2003 roku uzyskał tam stopień naukowy doktora nauk humanistycznych w zakresie historii na podstawie pracy pt. Myśl polityczna Feliksa Perla, której promotorem był prof. Tadeusz Radzik. W tym samym roku został zatrudniony w Wojewódzkiej Bibliotece Publicznej im. Hieronima Łopacińskiego w Lublinie. Zdobył tam doświadczenie zawodowe w zakresie działalności kulturalno-oświatowej i popularyzacji wiedzy. W 2009 roku Rada Wydziału Historycznego Uniwersytetu Warszawskiego nadała mu stopień naukowy doktora habilitowanego nauk humanistycznych w zakresie historii o specjalności historia kultury XVIII-XX wieku. W 2010 roku powrócił do Rzeszowa, gdzie został profesorem nadzwyczajnym w Zakładzie Kulturoznawstwa na Instytucie Historii Uniwersytetu Rzeszowskiego.

## Dorobek naukowy
Zainteresowania badawcze Adriana Uljasza związane są z tematyką: historii kultury XVIII-XX wieku, kulturą książki, prasy i mediów na ziemiach polskich w XIX-XXI wieku, mniejszościami wyznaniowymi na ziemiach polskich w XIX-XXI wieku, w tym – mniejszościowym życiem społecznym i kulturalnym, teatrem na ziemiach polskich, historią regionalna Lubelszczyzny i Podkarpacia, historią nauki polskiej, upowszechnianiem wiedzy i kultury, uczestnictwem w kulturze, a także współczesnym życiem kulturalnym. Do jego najważniejszych publikacji należą:
- Myśl polityczna Feliksa Perla, Lublin 2005.
- Hieronim Łopaciński 1860-1906. Człowiek, dzieło, pamięć, Lublin 2006.